# Frontière entre la France et les Seychelles
La frontière entre la France et les Seychelles est la frontière, intégralement maritime, séparant la France (au niveau des îles Glorieuses) et l'archipel des Seychelles (au niveau des îles Assomption et Astove), dans l'océan Indien.

## Historique
Après des négociations qui se sont tenues à Victoria (capitale des Seychelles) les 17 et 28 juin 2000, la frontière maritime entre les deux pays a été déterminée par une convention signée le 19 février 2001, de nouveau à Victoria, et publiée en France par un décret du 22 mai 2001.

## Caractéristiques
Les espaces maritimes (zones économiques exclusives et plateaux continentaux) de chacun des deux pays sont délimités par la ligne située à égale distance de leur ligne de base respective ; elle joint par des arcs géodésiques les points dont les coordonnées géographiques sont les suivantes (dans le système géodésique WGS 84) :
- 1 : 11° 08′ 23″ S, 45° 46′ 03″ E
- 2 : 10° 39′ 01″ S, 46° 54′ 40″ E
- 3 : 11° 01′ 15″ S, 48° 29′ 07″ E